# Rascos
Rascos o Rascus (en llatí Rhascus, en grec antic Ράσκος) era un dels dos caps odrisis de Tràcia. Era fill de Cotis I de Tràcia al que va succeir cap a l'anyl 48 aC juntament amb seu germà Rascuporis II.
A la tercera guerra civil que va seguir la mort de Juli Cèsar, va abraçar el partit dels triumvirs Octavi, Lèpid i Marc Antoni, mentre el seu germà Rascuporis II es va posar al costat de Marc Juni Brut i Gai Cassi Longí. Després de la derrota republicana a la batalla de Filipos, Rascos va intercedir a favor del seu germà i en va obtenir el perdó, segons diu Apià.